# Cenred

Coenredovi předci a příbuzní

Cenred (též Coenred, podle pramenů aktivní v letech 675–709) byl v letech 704 až 709 králem Mercie. Byl synem krále Wulfhera, který vládl od konce padesátých let sedmého století do roku 675, a synovcem Æthelreda, který vládl v letech 675 až 704, kdy se trůnu vzdal ve prospěch Cenreda, aby se sám stal mnichem.
Cenredovo vládnutí není příliš podrobně zachyceno v pramenech, ale současné zdroje uvádějí, že čelil útokům Velšanů. Není známo, že by se oženil nebo měl děti, ale pozdější kroniky uvádí, že byl předkem Wigstana, krále Mercie v devátém století.
Cenred se vzdal trůnu v roce 709, kdy se vydal na pouť do Říma, kde posléze zemřel. Jeho nástupcem se stal Æthelredův syn Ceolred.